# Abrigo del Medio Caballo
El abrigo del Medio Caballo es una  cueva natural situada en el paisaje protegido de los Pinares de Rodeno, dentro del término municipal de Albarracín, en la provincia de Teruel (Aragón, España). Es uno de los 758 yacimientos de arte rupestre, que fueron añadidos en 1998 al Patrimonio de la Humanidad como parte del sitio Arte rupestre del arco mediterráneo de la península ibérica (ref. 874.608).
El abrigo está incluido dentro de la relación de cuevas y abrigos con manifestaciones de arte rupestre considerados Bienes de Interés Cultural en virtud de lo dispuesto en la disposición adicional segunda de la Ley 3/1999, de 10 de marzo, del Patrimonio Cultural Aragonés. Este listado fue publicado en el Boletín Oficial de Aragón del día 27 de marzo de 2002.

## Ubicación
La cueva se ubica dentro del paraje de los Pinares de Rodeno, a 5 km de Albarracín, en una zona de pinares con numerosos afloramientos rocosos que permiten la existencia de numerosos abrigos y cavidades. El sitio es fácilmente accesible desde Albarracín por la carretera local que atraviesa los Pinares de Rodeno hacia Bezas. Existe un punto de información en la zona de estacionamiento de vehículos situada  en el centro del paisaje protegido, lugar de inicio más habitual de los senderos señalizados que permiten llegar fácilmente al abrigo del Medio Caballo y a otros yacimientos con pinturas rupestres situados en las inmediaciones. 
El llamado sendero del Arrastradero parte del aparcamiento y permite, en un recorrido circular de 2.5 km, visitar además del abrigo del Medio Caballo la Cocinilla del Obispo,  el abrigo de los Ciervos, el abrigo de las Figuras Diversas,  la cueva de Doña Clotilde, el abrigo de los Dos Caballos y el abrigo del Arquero de los Callejones Cerrados.

## Descripción
El abrigo conserva 7 paneles donde se han catalogado hasta 43 figuras reconocibles y 23 restos inidentificables. Entre las figuras destaca medio équido pareciendo salir de la pared, dispuesto hacia la izquierda, bien conservado con excelente pintura de la mitad delantera.
Peor conservados están los dos toros enfrentados en color muy oscuro, casi negruzco, y los restos apenas visibles de un cuadrúpedo de color blanco. En la parte derecha del abrigo, aunque poco visibles, se aprecian tres cérvidos en rojo. En el techo hay numerosas figuras antropomorfas de color rojo vivo claro, cabras y un grupo de caballos, todos en técnica de tinta plana en los animales y de pincelada gruesa en los hombres.
En el suelo aparecen grabados tres petróglifos -círculos-, cuya datación puede incluirse en la Edad del Bronce.